# Preceptor
Preceptor var i Sverige 1947 införd titel för forskare vid universiteten i humanistiska och samhällsvetenskapliga ämnen med tjänsteställning närmast under professor. Titeln ändrades år 1969 till biträdande professor och 1979 till professor.